# Filosofenpad (Kyoto)

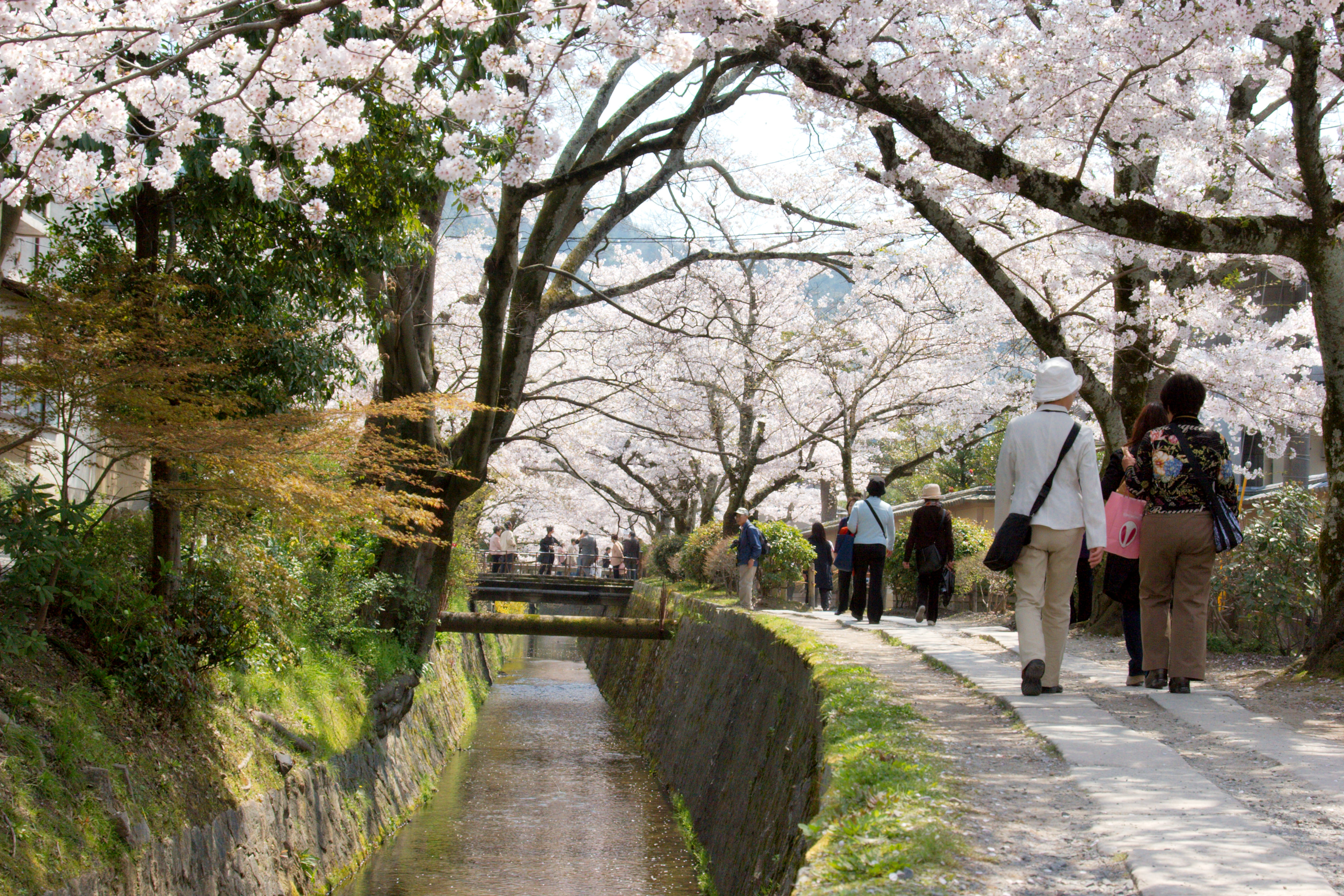

Het Filosofenpad (Japans: 哲学の道, Tetsugaku no Michi) is een twee kilometer lang pad langs een voornamelijk met kersenbomen omzoomde gracht in Kyoto. Het pad dankt de naam aan de filosoof Kitaro Nishida, die er regelmatig ter meditatie liep.